# Teatro Farnese

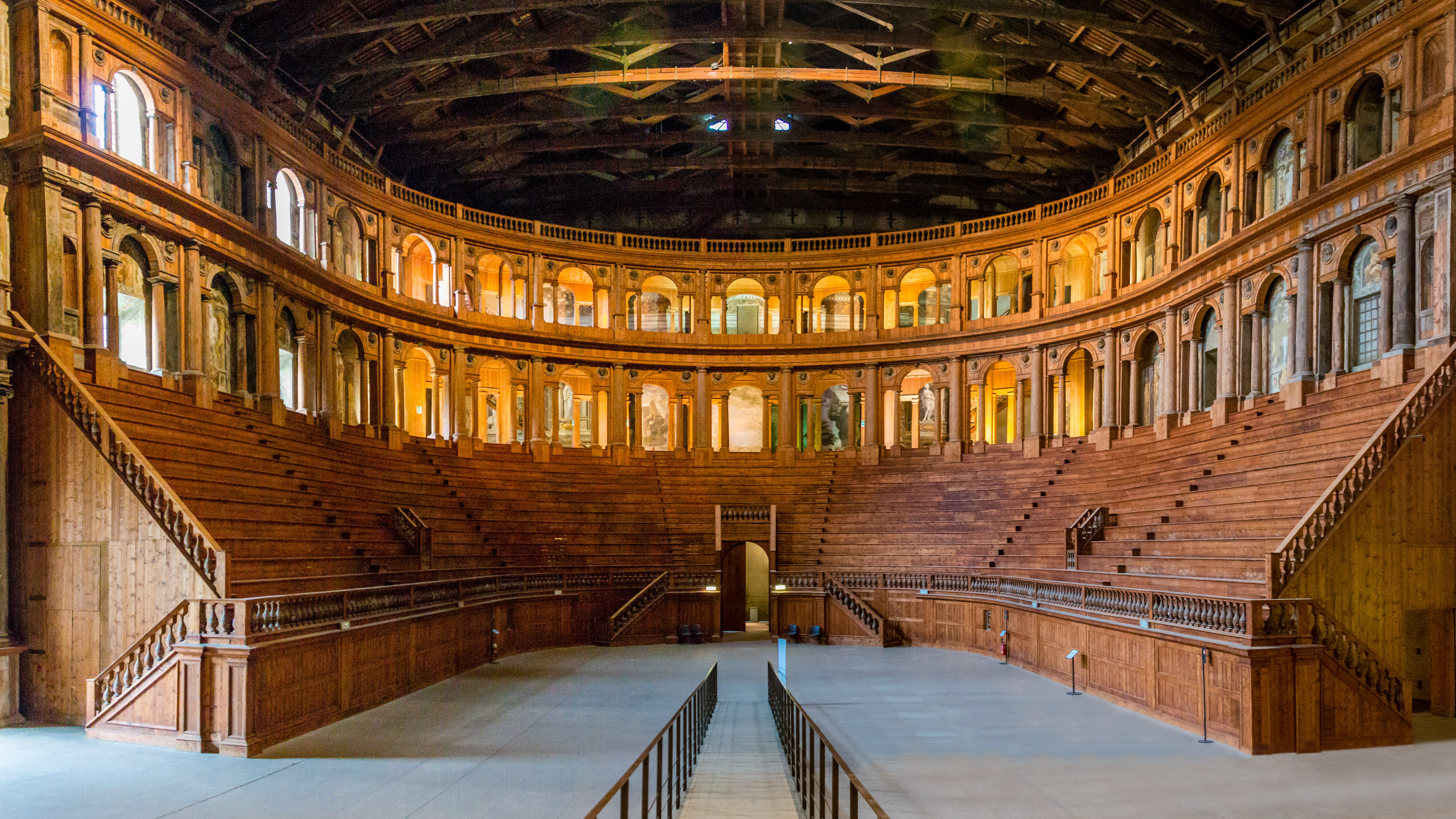
Blick in den Zuschauerraum

Das Teatro Farnese ist ein barockes Hoftheater in Parma. Es wurde von 1617 bis 1618 nach Plänen von Giovanni Battista Aleotti errichtet und besitzt einen Fassungsraum von etwa 3000 Personen. Nach weitgehender Zerstörung im Zweiten Weltkrieg durch einen alliierten Bombenangriff vom 13. Mai 1944 wurde es von 1956 bis 1962 detailgetreu rekonstruiert.
Das Theater ist Station der Italien-Route der Europastraße Historische Theater.

## Geschichte
Ranuccio I, Herzog von Parma und Piacenza ließ das Theater im ersten Stock des Palazzo della Pilotta von Parma errichten, in einem früheren Turniersaal. Im Herbst 1618 wurde es eröffnet und der antiken Kriegsgöttin Bellona geweiht, blieb aber zehn Jahre lang unbespielt. Die erste Theateraufführung fand am 21. Dezember 1628 statt, aus Anlass der Hochzeit von Odoardo, dem Sohn von Ranuccio, mit Margherita de’ Medici. Gegeben wurde das Schauspiel Mercurio e Marte von Claudio Achillini mit Musik von Claudio Monteverdi: dabei wurde auch eine Seeschlacht geboten.
Wegen des hohen Aufwands dieser Art von höfischen Produktionen wurde das Theater bis 1732 nur insgesamt neun Mal bespielt.

## Der Bau
Der Architekt Giovanni Battista Aleotti, genannt „Argenta“ (nach seinem Geburtsort), nahm für den Bau das Teatro Olimpico in Vicenza zum Vorbild, ein Werk des Renaissance Baumeisters Andrea Palladio aus dem Jahr 1580, dazu das Teatro all’Antica von Sabbioneta, errichtet von 1588 von 1590 von dem Architekten Vincenzo Scamozzi.
In dem 87 m langen und 32 m breiten Saal wurden u-förmige Holztribünen errichtet, die auf 14 Reihen 22 m Höhe erreichten. Die Bühne misst 40 × 12 m. Die Holzkonstruktion wurde stuckiert, um Marmor vorzutäuschen. Auch der Figurenschmuck entsprach dem Charakter ephemerer Architektur.